# Bethléem de Galilée
Pour les articles homonymes, voir Bethlehem.

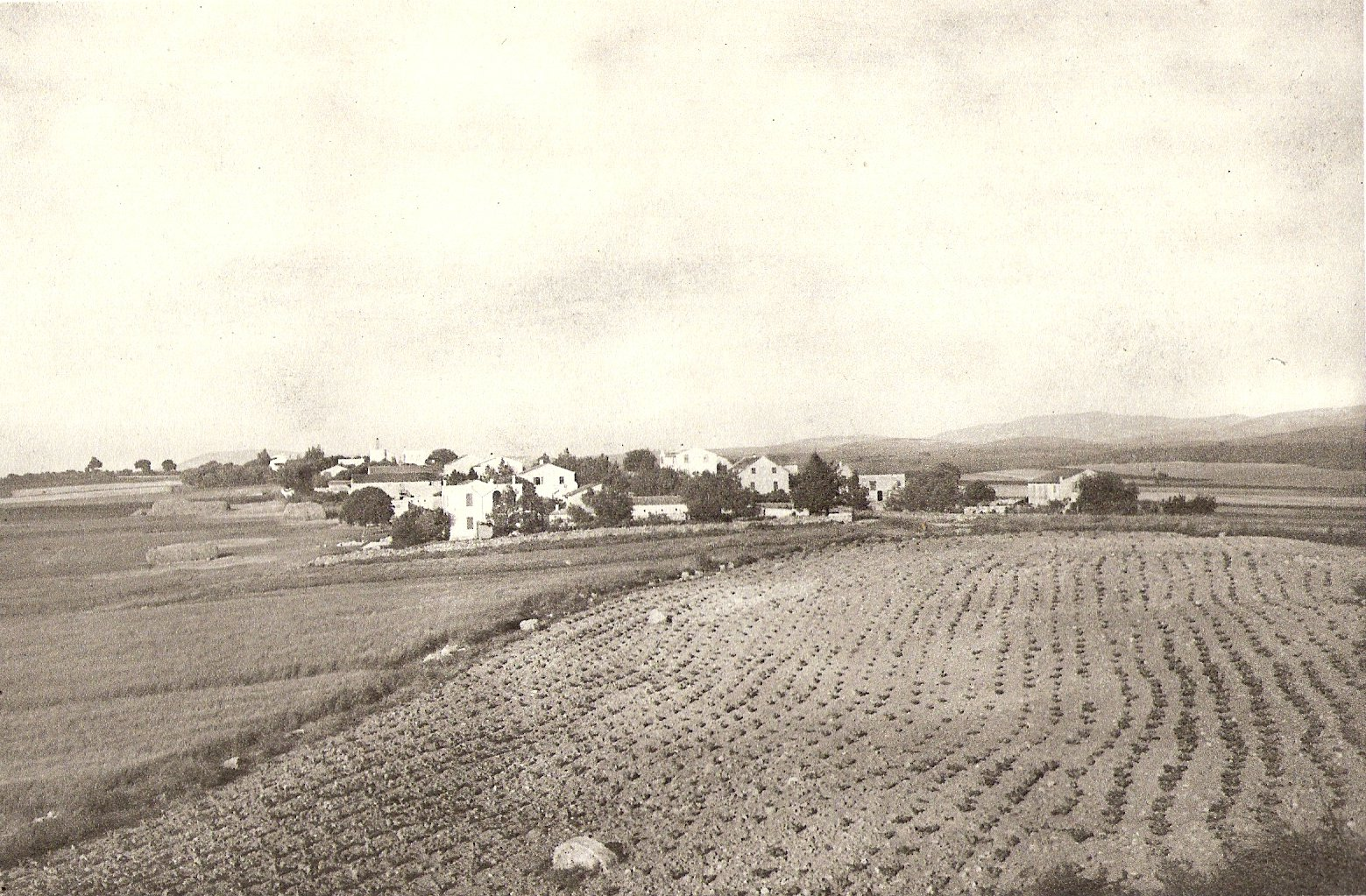
Le village au début du XXe siècle

Bethléem de Galilée est un moshav du nord d'Israël, à dix kilomètres au nord-ouest de Nazareth en Galilée, près de Kiryat Tivon. Sa population était de 651 habitants en 2006. Le village a été fondé en 1906 par des colons protestants allemands.

## Historique

### Antiquité
Le moshav est établi à proximité du site de l'ancienne Bethléem de Zébulon, au nord du territoire de la Tribu de Zebulon selon la Bible (Josué 19,15, Juges 12,8-10). Le site est occupé à partir de la période perse (Ve siècle av. J.-C.). D'après une inscription découverte à Césarée, le village est le lieu de résidence de la famille sacerdotale de Malkiya qui s'installe peut-être en Galilée après la destruction du temple de Jérusalem et dont le souvenir est commémoré par des inscriptions dans les synagogues.  Les restes d'une église du Ve ou VIe siècle ont été découverts sur le site. Dans le Talmud de Jérusalem, elle est appelée Beth Lehem Tsuriya (בית לחם צרייה). Le village est détruit au cours du VIIe siècle, sans doute lors de la campagne perse de 614 lors de guerre perso-byzantine de 602-628.
Entre 1992 et 2003, l'archéologue israélien Aviram Oshri a conduit des fouilles de sauvetage dans le village. Il y a mis au jour les vestiges d'une occupation juive d'époque hérodienne (Ier siècles av. et ap. J.-C.) et, au VIe siècle, ceux d'une basilique chrétienne, associée à un monastère et une hôtellerie. De ces indices, il a conclu à l'existence d'un pèlerinage chrétien et émis une hypothèse tout à fait personnelle, non entérinée par les spécialistes, que le village galiléen de Bethléem serait le véritable berceau de Jésus.

### Période contemporaine
C'est en 1906 que des colons allemands issus de la colonie de Haïfa, fondée près de quarante ans auparavant par la Société des Templiers, achètent des terrains à proximité de l'ancienne Bethléem de Zébulon, abandonnée par ses habitants au moment de l'expulsion des Juifs en 70 apr. J.-C. Les croisés du royaume de Jérusalem y avaient aussi construit un petit village qui a été démantelé par les musulmans plus tard.
Les Allemands s'y installent donc au début du XXe siècle, nomment la colonie Bethléem de Galilée et construisent de petites exploitations agricoles. Le village devient vite une exploitation modèle. Les colons sont expulsés par les Britanniques de la Palestine mandataire en 1918 en Égypte et une centaine d'entre eux ont le droit de revenir deux ans plus tard en 1920. 17 % des colons de la Société sont affiliés au parti national-socialiste en 1939, surtout parmi la jeunesse, ce qui prouve l'affaiblissement des valeurs originelles protestantes des colons. La pression provient d'Allemagne: ainsi les professeurs de langue allemande sont financés par la mère patrie, et les programmes alignés sur les programmes officiels allemands, car préparant à l'Abitur. Les membres dirigeants des Templiers et d'autres Allemands résidants ont beau en appeler à Hindenburg en 1933 à ne pas utiliser la swastika sur les drapeaux des bâtiments officiels allemands en Palestine, mais c'est en vain. Une branche de la Hitlerjugend s'installe en Palestine et les municipalités de colons allemands sont infiltrées par le parti. 350 jeunes gens sont enrôlés dans la Wehrmacht à la déclaration de guerre, après avoir reçu l'ordre de la faire le 20 août 1939. 

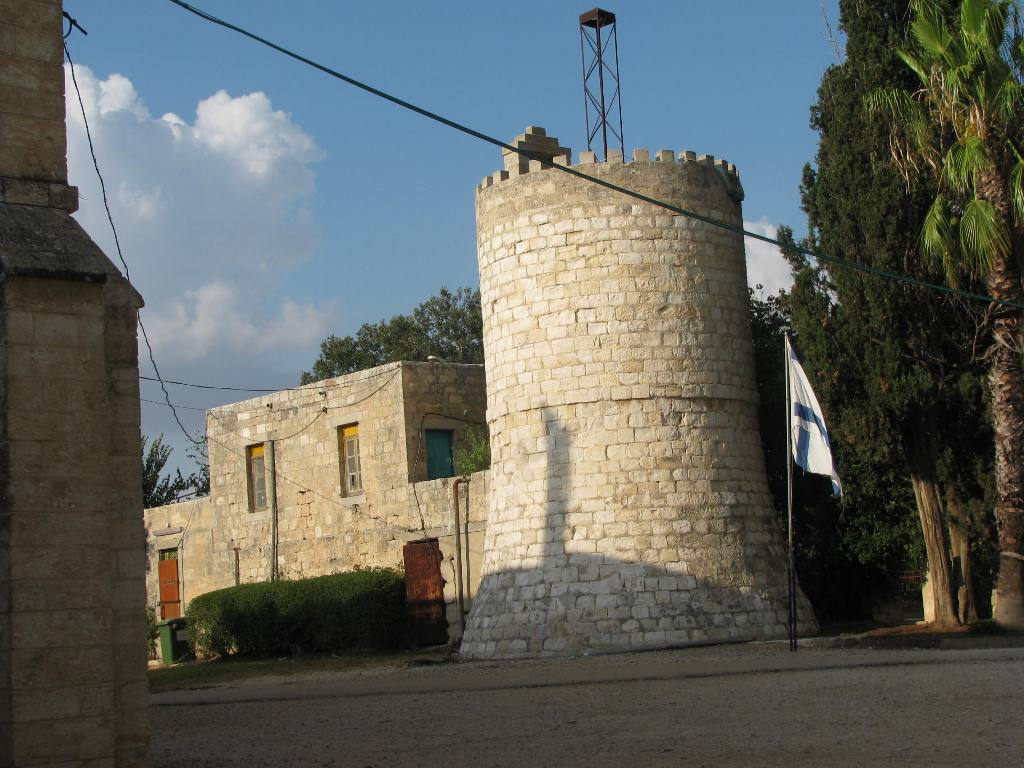
Château d'eau à l'entrée du village

Tous les Allemands résidant en Palestine mandataire sont automatiquement déclarés ennemis de la nation britannique et internés, ainsi que les Italiens et Hongrois. Quatre colonies de la Société des Templiers: celles de Sarona, Wilhelma, Waldheim et Bethléem de Galilée sont transformées en périmètres gardés par des miradors et des clôtures de barbelés de quatre mètres de hauteur. Au printemps 1941, les jeunes ménages de Templiers et leurs enfants, soit 665 personnes, sont déportés en Australie au camp de Tatura. Les personnes demeurées en Palestine, parce qu'en majorité trop âgées ou malades, et certains volontaires, continuent d'exploiter les colonies avec l'aide des Italiens et des Hongrois, à vendre leur production, sans pouvoir sortir de leurs périmètres. En décembre 1941, c'est au tour de 400 internés allemands, surtout des épouses de soldats enrôlés par l'Allemagne et leurs familles, d'être expulsés via la Turquie en Allemagne. Les derniers prisonniers sont transférés à Wilhelma (le dernier est libéré en 1948), puis sont transférés en Australie, via un camp de réfugiés près de Famagouste sur l'île de Chypre. Deux colons allemands sont assassinés le 17 avril 1948 à Waldheim (colonie des Templiers à quelques kilomètres de Bethléem de Galilée), avant leur départ, par un groupe sioniste qui prend possession du village. Les Britanniques accélèrent les transferts avant la proclamation du nouvel État d'Israël, le 14 mai 1948. Il ne reste plus qu'une cinquantaine d'Allemands trop âgés pour partir. Ils seront expulsés dans les deux années suivantes.

## Après 1948
Des colons juifs réinvestissent les anciennes colonies et créent de nouveaux villages agricoles. Bethléem de Galilée est conquis par la Haganah le 17 avril et devient un moshav de fermiers juifs. La plupart de maisons allemandes subsistent; leur style architectural est le même que celui des maisons des anciennes colonies de Sarona, Wilhelma, Waldheim et de celles de Jérusalem, et d'Haïfa.
Récemment le tourisme a remplacé l'agriculture comme principale activité du village.

## Illustrations

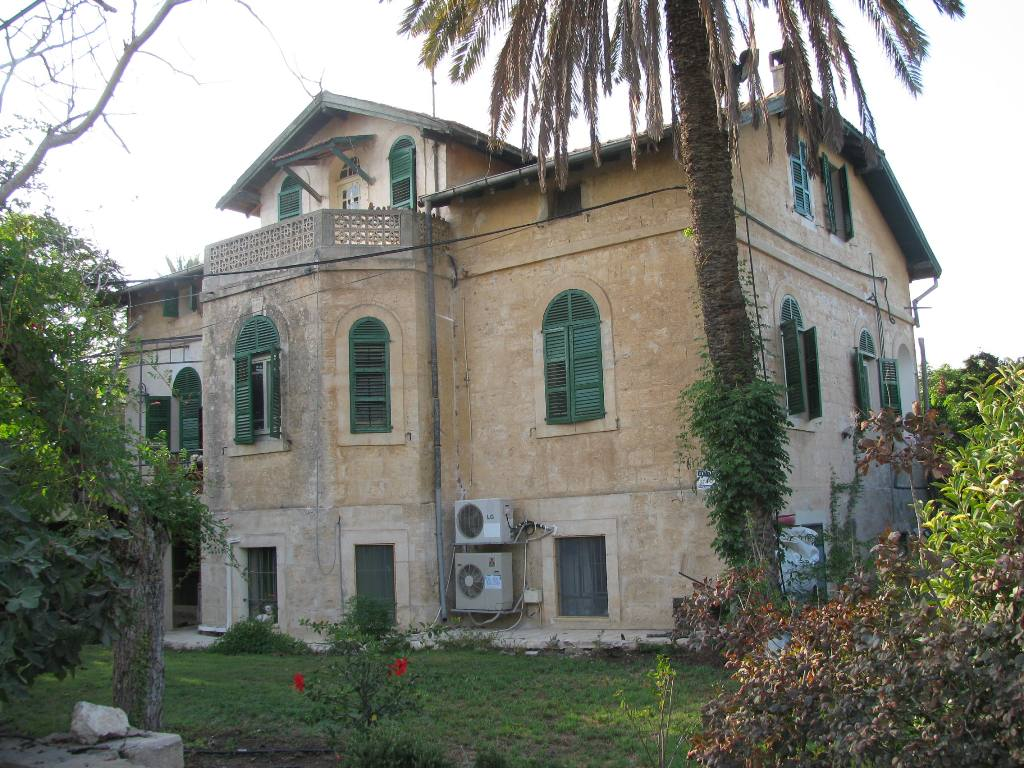
Ancienne maison de colons allemands
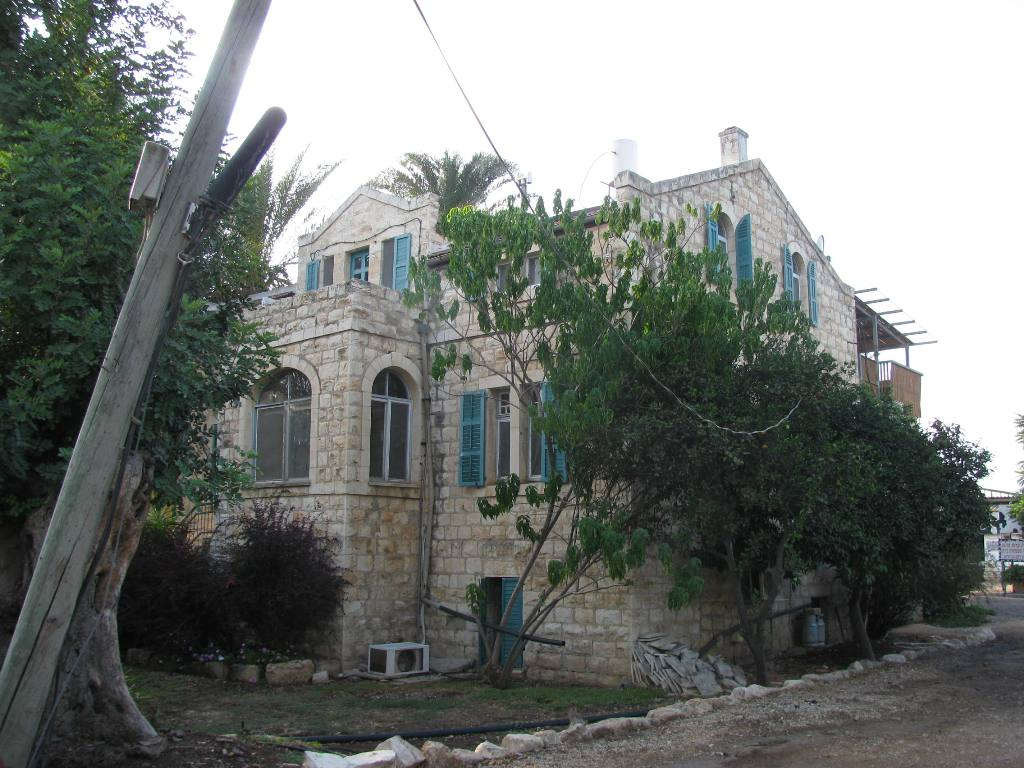
Ancienne ferme allemande
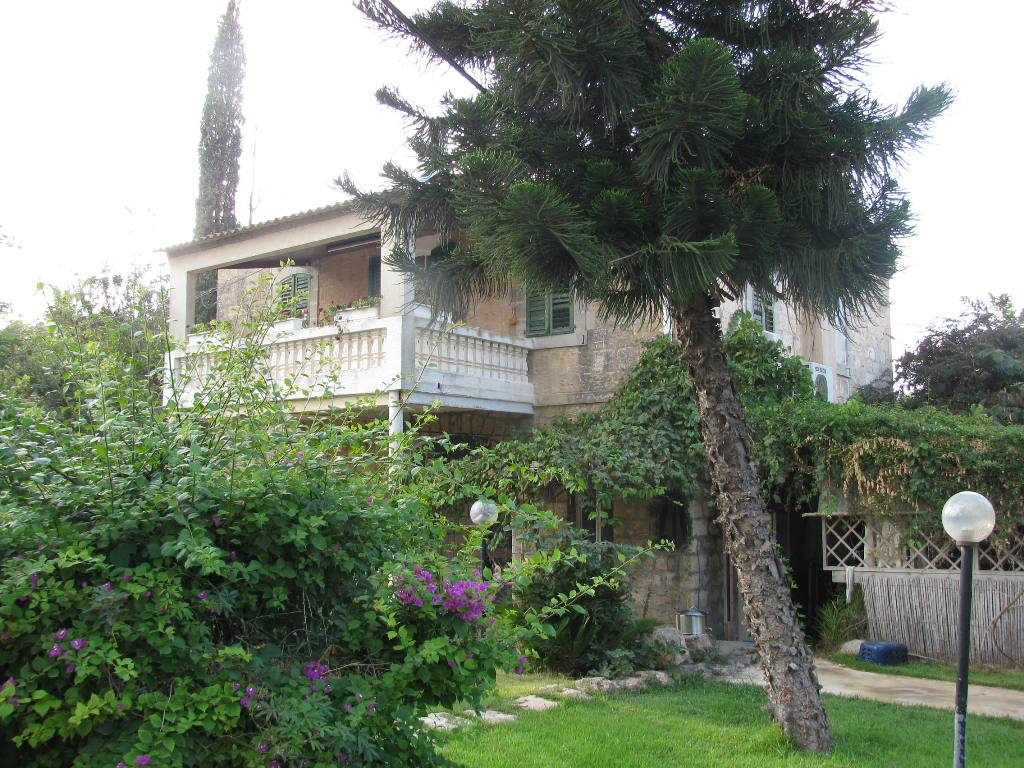
Maison construite par un colon de la Société des Templiers
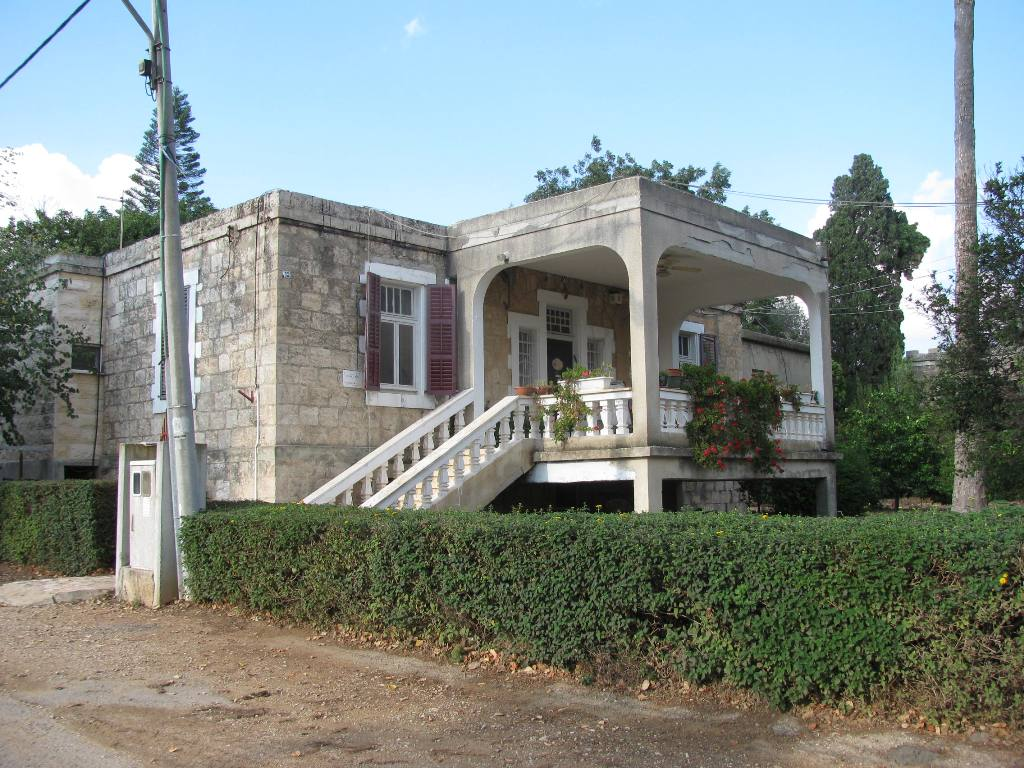
Villa construite par une famille de colons allemands

## Source
- (en) Cet article est partiellement ou en totalité issu de l’article de Wikipédia en anglais intitulé « Bethlehem of Galilee » (voir la liste des auteurs).
- (en) Aviram Oshri, « Bethlehem of Galilee », dans The New Encyclopedia of Archaeological Excavations in the Holy Land, vol. 5, 2008